# Western Chivalry (film 1911)
Western Chivalry è un cortometraggio muto del 1911 diretto da Romaine Fielding e prodotto dalla Lubin.

## Produzione
Il film fu prodotto dalla Lubin Manufacturing Company.

## Distribuzione
Distribuito dalla General Film Company, il film - un cortometraggio in una bobina - uscì nelle sale USA il 2 dicembre 1911.